# 津坪駅
津坪駅（チンピョンえき、朝鮮語: 진평역）は朝鮮民主主義人民共和国慈江道前川郡にある駅で、満浦線に属する。 

## 隣の駅
満浦線
椽木駅 - 津坪駅 - 古仁駅